# Charles Alden Seltzer
Charles Alden Seltzer (* 15. August 1875 in Janesville, Wisconsin; † 9. Februar 1942 in Cleveland, Ohio) war ein US-amerikanischer Schriftsteller und Politiker.

## Leben
Seltzer war der Sohn von Lucien B. Seltzer und dessen Ehefrau Oceania Hart. Während seiner Schulzeit riss Seltzer von zu Hause aus und trieb sich lange herum. Seinen Lebensunterhalt verdiente er mit Hilfsarbeiten auf Baustellen und bei der Eisenbahn. Später arbeitete er einige Jahre auf der Ranch seines Onkels in der Nähe von Clayton (Union County, New Mexico).
Bereits während dieser Zeit als Cowboy begann er Geschichten zu schreiben; erst nur zum Vortrag in privatem Kreis, später konnte er sie dann bei verschiedenen Zeitschriften (Pulp-Magazinen) veröffentlichen, wie z. B. Adventure, Argosy oder auch das Western Story Magazine. Später folgten dann die monatlich erscheinenden Zeitschriften Outing oder Pearson’s Magazine.
1897 heiratete Seltzer Ella Albert (1877–1956) und hatte mit ihr fünf Kinder, Louis (* 1897), Robert (* 1898), Helen (* 1901), Edna (* 1902) und Charles jr. (* 1904). Die Familie ließ sich in North Olmsted (Ohio) nieder. Mit dem literarischen Erfolg kam auch der wirtschaftliche und so konnte sich Seltzer 1923 dort ein eigenes Haus bauen. Das Grundstück war groß und parkähnlich bewaldet und er richtete sich darauf auch eine Skeet-Anlage ein.
Politisch interessiert ließ sich Seltzer mit Wirkung vom 3. Januar 1928 in den Stadtrat von North Olmsted wählen. Als solcher setzte er sich für die flächendeckende Elektrifizierung von ganz North Olmsted ein und unterschrieb im April 1929 eine Resolution gegen die Prohibition. Am 2. Januar 1930 wählte man Seltzer zum Bürgermeister von North Olmsted und er hatte dieses Amt bis 1935 inne. Danach widmete er sich nur noch seiner Familie und seinem literarischen Werk.
1941 erkrankte Seltzer an Diabetes mellitus und starb mit 66 Jahren daran im Städtischen Krankenhaus von Cleveland. Seine letzte Ruhestätte fand er auf dem Friedhof Sunset Memorial Park von North Olmsted.

## Werke (Auswahl)
Erzählungen
- The vengeance of Jefferson Gawne. 1917.
- „Firebrand“ Trevison. 1918.
- „Drag“ Harlan. 1921.
- „Slow“ Burgess. 1926.
  - Deutsch: Die Stadt in der Steppe. Goldmann, Leipzig 1935 (übersetzt von Gertrud Wickenhauser)
- Silver Spurs. 1935.
- Code of the wilderness. 1939.
- Forbidden trails. 1940.

Romane
- The coming of the law. 1912.
- The Boss of the Lazy Y. 1915.
  - Deutsch: Das Götterbild von Yukatan. F. Mardicke Verlag 1952 (übersetzt von Hans Herdegen)
- The range boss. 1916.
- Square deal Sanderson. 1916.
- The ranchman. 1919.
  - Deutsch: Die Rache des Farmers. Goldmann, Leipzig 1934. (übersetzt von Hans Herdegen)
- The trail to yersterday. 1919.
- THe trail horde. 1920.
  - Deutsch: Osten gegen Westen. Goldmann, Leipzig 1934 (übersetzt von Hans Herdegen)
- West! 1922.
  - Deutsch: Der Westen ist anders. Goldmann, Leipzig 1935 (übersetzt von Hans Herdegen)
- Mystery Ranch. 1928.
  - Deutsch: Die geheimnisvolle Ranch. Goldmann, Leipzig 1936 (übersetzt von Hans Herdegen)
- Brass Commandments. 1928.
- A son of Arizona. 1931.
  - Deutsch: Ein Sohn von Arizona. Goldmann, Leipzig 1935 (übersetzt von Hans Herdegen)
- War on Wishbonne Range. 1932.
  - Deutsch: Reiter in der Nacht. Pabel Verlag, Rastatt 1960.
- Lonesome Ranch. 1933.
  - Deutsch: Eine einsame Farm. Goldmann, Leipzig 1935. (übersetzt von Gertrud Wickenhauser)
- Clear the trail. 1933.
  - Deutsch: An der Grenze. Goldmann, Leipzig 1936 (übersetzt von Fritz von Bothmer)
- Parade of the empty boots. 1937.
- Arizona Jim. 1942.
  - Deutsch: Der Würger von Arizona. Verlag Döll, Bremen um 1955.

## Verfilmungen
Stummfilme
- The Boss of the Lazy Y. 1917.
- The Range Boss. 1917.
- The Coming of the Law. 1919.
- Drag Harlan. 1920.
- Der Blitzreiter (Chain Lightning). 1927.

Tonfilme
- Silver Spurs. 1936.